# Бьянчи, Роса Мария
Роса Мария Бьянчи (исп. Rosa Maria Bianchi) (18 февраля 1948, Буэнос-Айрес, Аргентина) — мексиканская и аргентинская актриса театра и кино.

## Биография
Родилась 18 февраля 1948 года в Буэнос-Айресе. Среднее образование получила в Буэнос-Айресе, после чего переехала в Мехико и поступила сразу же в три учебных заведений на актёрские факультеты — CUT, INBA и UNAM, практически тогда же дебютировала в театре. В мексиканском кинематографе дебютировала в 1981 году и с тех пор снялась в 49 работах в кино и телесериалах. Номинирована 8 раз на премии Ariel Awards, ACE, Bravo и TVyNovelas, из которых победила в 4 из них — один раз в TVyNovelas и трижды во всех остальных премиях. 

## Личная жизнь
Роса Мария Бьянчи вышла замуж за драматурга Луиса де Тавиро. У них родилось двое сыновей — Хосе Мария (27.09.1983) и Хулиан. Первый сын пошёл по стопам своей матери, став актёром. Личная жизнь у супругов не сложилась — они развелись.

## Фильмография

### Избранные телесериалы
- 1985-2007 — «Женщина, случаи из реальной жизни» — Кука.
- 1986-87 — «Волчье логово» — Берта Москосо.
- 1988 — 
  - «Гора страдания» — Эстер.
  - «Странное возвращение Дианы Саласар» — Малена Саласар Оберегон.
- 1991 — «Моя маленькая Соледад» — Пьедад.
- 1994 — «Перекрёстки» — Алисия.
- 1997 — «Ад в маленьком городке» — Порфирия Кумбиос.
- 2008 — «Женщины-убийцы» — София Копеллан.
- 2014-15 — «Я не верю в мужчин» — Урсула (премии Bravo[1] и TVyNovelas за 2015 год в номинации лучшая актриса; премия ACE за 2016 год в номинации лучшее женское откровение[2]).

### Избранные фильмы
- 2000 — «Сука-любовь» — Тия Луиса.
- 2003 — «Никотин» — Кармен (премия Ariel Awards за 2004 год в номинации лучшая женская роль).

## Театральные работы
- 2010 — «Спокойной ночи, мама» — Тельма.